# イブ・アロノフ
イブ・アロノフ（Eve Aronoff　1963年10月7日- ）はアメリカ合衆国の柔道選手。階級は56kg級。

## 人物
1982年にパリで開催された世界選手権56kg級に出場して銅メダルを獲得した。1986年の世界選手権では7位に終わった。1987年のパンアメリカン競技大会では2位に入った。

## 主な戦績
- 1982年 - 世界選手権　3位
- 1983年 - アメリカ国際　2位
- 1983年 - 福岡国際　2位
- 1985年 - アメリカ国際　優勝
- 1986年 - ソ連女子国際　3位
- 1986年 - 世界選手権　7位
- 1987年 - パンアメリカン競技大会　2位
- 1988年 - オーストリア国際　2位